# Urosigalphus robustus
Urosigalphus robustus är en stekelart som beskrevs av William Harris Ashmead 1889. Urosigalphus robustus ingår i släktet Urosigalphus och familjen bracksteklar. Inga underarter finns listade i Catalogue of Life.